# Karl Dröse
Karl Dröse (Frankfurt na Majni, 27. prosinca 1913. – 16. rujna 1996.) je bivši njemački hokejaš na travi. Igrao je na mjestu vratara.
Osvojio je srebrno odličje na hokejaškom turniru na Olimpijskim igrama 1936. u Berlinu igrajući za Njemačku. Odigrao je tri susreta.
1936. je igrao za TSV Sachsenhausen 1857.
Karlov nećak je Horst Dröse, koji je bio olimpijskim pobjednikom na OI 1972.

## Vanjske poveznice
- Profil na Database Olympics